# Lago Sarysu
Sarysu (en idioma azerí:Sarısu que significa «Lago Amarillo») es el lago más grande de Azerbaiyán, situado en los rayones de Imishli y Sabirabad de la llanura de Kur-Araz.

## Descripción general
El lago Sarysu se extiende a lo largo del río Kurá desde el sureste del raión de Imishli hasta el raión de Sabirabad, alcanzando una longitud total de 22 km. Es uno de los cuatro lagos presentes en la zona. El agua del lago es agua dulce. Afluye desde el lago Ağgöl a través de un canal - y que también es reabastecido por el agua subterránea y la lluvia - y desemboca en el río Kurá. La salida a Kurá está regulada por una estación de desagüe en Muradbəyli.
El lago está separado de las zonas residenciales del norte por una carretera que evita la contaminación potencial. La parte sur del lago ha sido contaminada por las aguas de las actividades de producción de petróleo en tierra, en el pasado.
La costa de Sarysu está formada principalmente por humedales y pantanos. El área total es de 65.7 km². El volumen aproximado de agua en el lago es de 60 millones de m³. La profundidad media es de 1-3 metros, en la línea de costa 0,1-0,9 metros. El aumento del volumen de agua se observa principalmente en las estaciones de primavera y otoño. Durante el invierno, el período medio de cobertura de hielo es de 11 días. El lago es rico en carpas comunes y voblas. Las condiciones favorables del lago atraen a 300-350 mil aves migratorias durante el invierno. La mineralización en Sarysu es alta.

## Desbordamientos e inundaciones
El lago a veces se desborda y se inunda. En 1976, el desbordamiento del río Kurá hizo que Sarysu aumentara su tamaño de 3 a 5 veces. En mayo de 2010, grandes inundaciones golpearon el área.  El 24 de mayo de 2010, la aldea de Muradbeyli, rodeada por Sarysu en el sur y por el río Kurá en el norte, se inundó completamente derrumbando la presa de Muradbayli, y otras tres aldeas Gasimbayli, Asgarbayli, Ajtashi del raión de Sabirabad así como Narimankand, Musali, Dallar y Novruzlu del raión de Saatli tuvieron que ser evacuadas.